# Glischrocolla
Glischrocolla es un género con dos especies de plantas del orden Myrtales, familia Penaeaceae. 

## Especies seleccionadas
- Glischrocolla formosa (Thunb.) R.Dahlgren
- Glischrocolla lessertiana A.DC.

- Datos: Q8964244
- Especies: Glischrocolla